# Natalio Michelizzi
Natalio Michelizzi (Calabria, 1899 – Buenos Aires, 1953) fue un empresario italiano afincado en Argentina. Fue uno de los impulsores del balneario Atlántida de Uruguay.
Michelizzi había nacido en el sur de Italia pero residía en Buenos Aires, donde representaba a la compañía fabricante de las máquinas impresoras marca Planeta. En mérito de su reconocida habilidad financiera había cimentado una próspera situación económica.
Llegó en 1935 a Atlántida como turista y se sintió deslumbrado por la belleza del lugar. Se alojó en el hotel Atlántida, frente a la playa, donde pudo percibir la fragancia de los pinos y el rumor de las olas. Allí decidió adquirir varios terrenos para construir un gran hotel que llamara Planeta. En 1939 la Territorial Uruguaya Sociedad Anónima vendió a Michelizzi las tierras de su propiedad, según escritura que el 16 de mayo autorizó el escribano Héctor A. Gerona.
Como era un apasionado por todo lo vinculado a la vida del mar, decidió que el hotel tuviera forma de barco. La construcción fue encomendada a la empresa Pérez Butler y Pagano. La obra se realizó en un tiempo récord: seis meses trabajando día y noche. Fue el primer hotel que reunía prácticamente todas las comodidades: calefacción, baño privado y agua caliente lo cual, para la época, significaba un aporte valioso.
Michelizzi era un hombre con inquietudes permanentes. Sabía que el casino siempre tuvo un imán que atrajo y atraerá siempre. Con ese razonamiento, entre los años 1938-39 realizó las gestiones ante el gobierno para la instalación y usufructo de una sala de casino en Atlántida. Presentó el proyecto, que incluía la construcción de un hotel de diez pisos, donde funcionaría el casino. Se aprobó el proyecto, inaugurándose en 1939 con tres pisos del hotel habilitados. La administración fue confiada al señor Antonio Morales, un porteño que tenía casinos en Mar del Plata.

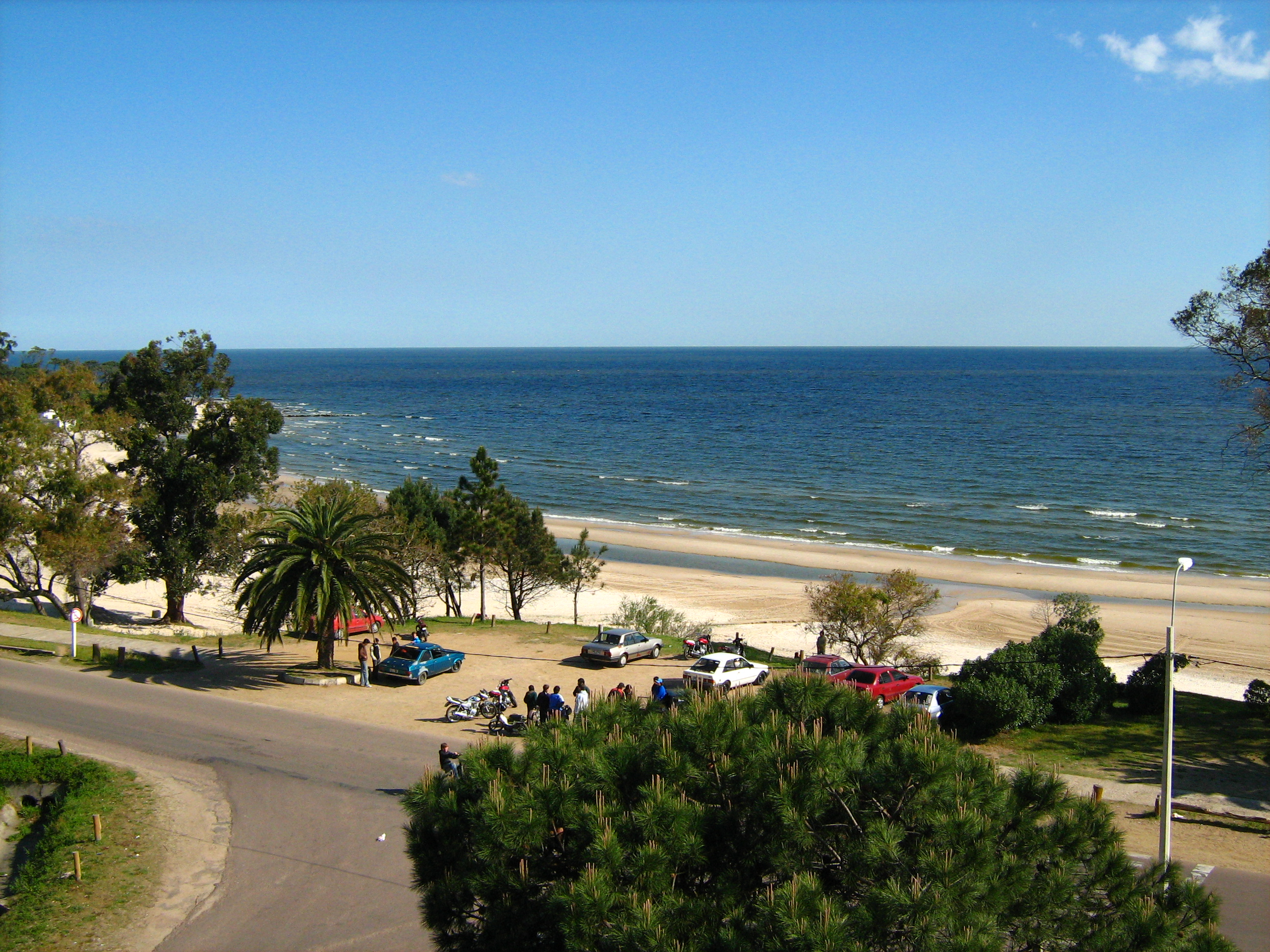
Playa Mansa de Atlántida desde el Planeta Palace Hotel

Junto a la sala de juegos comenzó a funcionar la discoteca, en el lugar donde se instalaría posteriormente la discoteca “Las Cuevas”. Las veladas eran amenizadas por una orquesta de tango y una de jazz, especialmente llevadas desde Buenos Aires.
Poco tiempo después de la construcción del Planeta Palace Hotel, Michelizzi concibió la idea de adquirir todas las tierras no urbanizadas del balneario. Dado que no contaba con dinero, gestionó y obtuvo un préstamo del Banco Italiano del Uruguay. De esta manera concretó la compra de tierras que iban desde el recientemente construido Fortín de Santa Rosa hasta la actual calle 2B de Atlántida y desde la playa hasta los campos de Alonso y la estación de ferrocarril.
Los terrenos antes de la venta se estaban cotizando en dos pesos el m². Michelizzi llevó la cotización a diez pesos el m². Si bien hubo un primer momento de paralización en las ventas, cuando se vendieron los últimos terrenos de los demás fraccionamientos, Michelizzi se transformó en el amo y señor, ejerciendo el monopolio, y vendiendo al precio que estimara conveniente para sus intereses. 
Ofreció al banco Italiano la entrega de solares como pago de su adeudo, con lo cual el banco se hizo propietario de 25 ha que iban desde la zona del Country Club hasta la playa. Posteriormente, y como pago total de la deuda, entregó otras 25 ha ubicadas entre (los actuales) Country y el Parque de Vacaciones de AGADU. Concluyó, de esa forma, un muy buen negocio, poniendo de manifiesto su reconocida habilidad como hombre de negocios. 

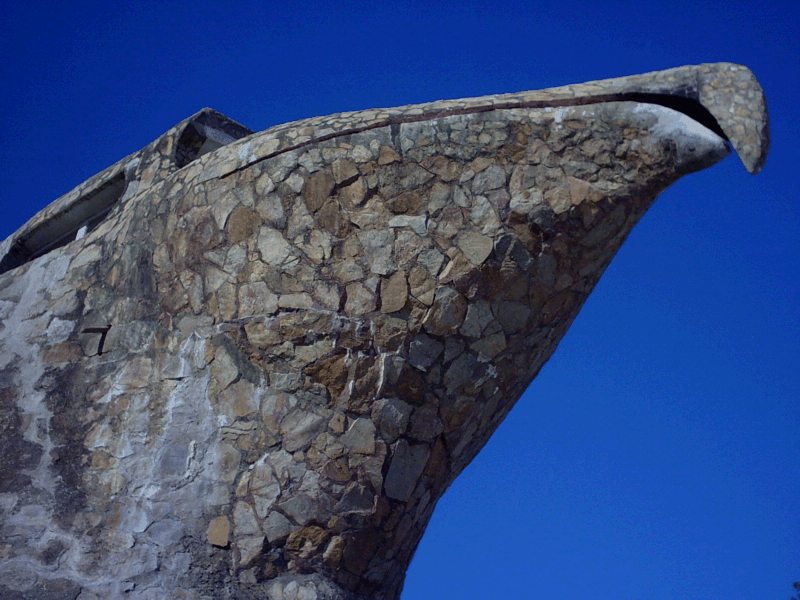
Casa del Águila en Villa Argentina

Cierto día, recorriendo los pinares que llegaban hasta el mismo borde de la escarpa costera, Michelizzi advirtió un altozano frente al mar, que se hallaba como protegido por dos moles acantiladas. Entonces concibió la idea de construir una gruta en aquel lugar, donde se colocaría una imagen religiosa.
Esta gruta no llegó a realizarse porque surgieron nuevas ideas. Se comenzó la construcción de una capilla, pero terminada ésta, más que un lugar de culto de una imagen que nunca llegaría a colocar, se advirtió que era un refugio ideal para leer un libro a solas o realizar una charla con amigos. Entonces brotó de su imaginación lo que hoy se conoce como La Quimera o la Casa del Águila, ubicada en el actual balneario de Villa Argentina.
La construcción se llevó a cabo sin la intervención de arquitectos o ingenieros. No se elaboraron planos ni complicados cálculos de materiales. El constructor fue un hombre formado en la zona rural de las cercanías: Juan Torres. El transporte, una carreta tirada por bueyes y un humilde camioncito que funcionaba a gas de carbón.
Michelizzi falleció en 1953 con 54 años. Pronto comenzó el deterioro de los espléndidos jardines que rodeaban a La Quimera. Después, el mismo edificio comenzó a sufrir el descuido. Poco a poco se advirtió la decadencia de la extraña construcción.